# 지노스 카스
지노스 카스(영어: Zenos Cars)는 고성능의 경량 스포츠카를 생산하는 영국의 자동차 기업이다. 영국 노포크주 와이몬담(영어: Wymondham)에 위치한 이 기업은 지노스 E10의 3개 모델을 설계, 제조, 판매하고 있다. 2017년 1월 지노스는 과도한 직원 수와 더불어 법정 관리에 들어갔으나 2017년 3월 한 컨소시엄에 의해 인수되었다.